# Darvin Ham
Darvin Demonte Ham (Saginaw, 23 luglio 1973) è un ex cestista e allenatore di pallacanestro statunitense, professionista nella NBA, vice-allenatore dei Milwaukee Bucks.

## Statistiche
| † | Denota una stagione in cui ha vinto il titolo |

### NCAA
| Anno      | Squadra         | PG | PT | MP   | TC%  | 3P% | TL%  | RP  | AP  | PRP | SP  | PP  |
| --------- | --------------- | -- | -- | ---- | ---- | --- | ---- | --- | --- | --- | --- | --- |
| 1993-1994 | TTU Red Raiders | 28 | 28 | 23,9 | 61,8 | -   | 50,0 | 5,4 | 1,2 | 0,8 | 0,2 | 8,2 |
| 1994-1995 | TTU Red Raiders | 30 | 30 | 21,3 | 59,5 | -   | 58,8 | 4,3 | 0,9 | 1,0 | 0,2 | 6,9 |
| 1995-1996 | TTU Red Raiders | 32 | 32 | 23,5 | 58,1 | 0,0 | 44,2 | 5,7 | 1,0 | 0,6 | 0,3 | 9,1 |
| Carriera  | Carriera        | 90 | 90 | 22,9 | 59,7 | 0,0 | 49,8 | 5,1 | 1,0 | 0,8 | 0,2 | 8,1 |

### NBA

#### Regular Season
| Anno       | Squadra         | PG  | PT | MP   | TC%  | 3P%  | TL%  | RP  | AP  | PRP | SP  | PP  |
| ---------- | --------------- | --- | -- | ---- | ---- | ---- | ---- | --- | --- | --- | --- | --- |
| 1996-1997  | Denver Nuggets  | 35  | 3  | 8,9  | 52,5 | -    | 48,5 | 1,6 | 0,4 | 0,2 | 0,2 | 2,3 |
| 1996-1997  | Indiana Pacers  | 1   | 0  | 5,0  | 100  | -    | 50,0 | 0,0 | 0,0 | 1,0 | 0,0 | 3,0 |
| 1997-1998  | Wash. Wizards   | 71  | 3  | 8,9  | 52,9 | -    | 47,3 | 1,8 | 0,2 | 0,3 | 0,4 | 2,0 |
| 1999-2000  | Milwaukee Bucks | 35  | 21 | 22,6 | 55,5 | 0,0  | 44,9 | 4,9 | 1,2 | 0,8 | 0,8 | 5,1 |
| 2000-2001  | Milwaukee Bucks | 29  | 13 | 18,6 | 48,8 | 66,7 | 59,2 | 4,2 | 0,9 | 0,6 | 0,7 | 3,8 |
| 2001-2002  | Milwaukee Bucks | 70  | 2  | 17,3 | 56,9 | 14,3 | 50,4 | 2,9 | 1,0 | 0,4 | 0,5 | 4,3 |
| 2002-2003  | Atlanta Hawks   | 75  | 1  | 12,3 | 44,7 | 0,0  | 48,1 | 2,0 | 0,5 | 0,2 | 0,3 | 2,4 |
| 2003-2004† | Detroit Pistons | 54  | 2  | 9,0  | 49,3 | 50,0 | 60,0 | 1,7 | 0,3 | 0,2 | 0,1 | 1,8 |
| 2004-2005  | Detroit Pistons | 47  | 0  | 5,9  | 45,9 | -    | 38,7 | 0,7 | 0,1 | 0,1 | 0,1 | 1,0 |
| Carriera   | Carriera        | 417 | 45 | 12,4 | 51,8 | 25,0 | 49,4 | 2,3 | 0,5 | 0,3 | 0,4 | 2,7 |

#### Playoffs
| Anno     | Squadra         | PG | PT | MP   | TC%  | 3P% | TL%  | RP  | AP  | PRP | SP  | PP  |
| -------- | --------------- | -- | -- | ---- | ---- | --- | ---- | --- | --- | --- | --- | --- |
| 2000     | Milwaukee Bucks | 5  | 5  | 28,8 | 64,7 | 0,0 | 33,3 | 5,8 | 1,4 | 0,2 | 1,6 | 5,0 |
| 2001     | Milwaukee Bucks | 14 | 6  | 9,4  | 60,0 | -   | 55,0 | 1,4 | 0,4 | 0,3 | 0,5 | 2,1 |
| 2004†    | Detroit Pistons | 22 | 0  | 4,9  | 50,0 | 0,0 | -    | 0,6 | 0,0 | 0,1 | 0,2 | 0,7 |
| 2005     | Detroit Pistons | 14 | 0  | 1,7  | 33,3 | -   | 100  | 0,2 | 0,0 | 0,0 | 0,0 | 0,3 |
| Carriera | Carriera        | 55 | 11 | 7,4  | 56,9 | 0,0 | 51,6 | 1,2 | 0,2 | 0,1 | 0,3 | 1,3 |

#### Massimi in carriera
- Massimo di punti: 14 (2 volte)[1]
- Massimo di rimbalzi: 13 (3 volte)
- Massimo di assist: 5 vs Orlando Magic (10 aprile 2000)
- Massimo di palle rubate: 4 (2 volte)
- Massimo di stoppate: 4 vs Indiana Pacers (27 aprile 2000)
- Massimo di minuti giocati: 39 (2 volte)

### Allenatore
| Stagione | Squadra     | Regular Season | Regular Season | Regular Season | Regular Season | Regular Season         | Post Season                                           |
| Stagione | Squadra     | V              | P              | % V            | G              | Posizione finale       | Post Season                                           |
| -------- | ----------- | -------------- | -------------- | -------------- | -------------- | ---------------------- | ----------------------------------------------------- |
| 2022-23  | L.A. Lakers | 43             | 39             | 52,4           | 82             | 5º in Pacific Division | Sconfitto alle Finali di Conference dai Nuggets (0-4) |
| 2023-24  | L.A. Lakers | 47             | 35             | 57,3           | 82             | 3º in Pacific Division | Sconfitto al Primo Round dai Nuggets (1-4)            |
|          | Carriera    | 90             | 74             | 54,9           | 164            |                        |                                                       |

## Palmarès

### Giocatore
- Campione USBL (1996)
- Campionato NBA: 1

Detroit Pistons: 2004

### Allenatore
- NBA In-Season Tournament: 1

Los Angeles Lakers: 2023